# National Highway 6 (Indien)
National Highway 6 (NH 6) ist eine Hauptfernstraße in Indien mit einer Länge von 1.949 Kilometern. Sie führt von West nach Ost durch die Bundesstaaten Gujarat, Maharashtra, Chhattisgarh, Odisha, Jharkhand und Westbengalen.